# Structure mobile d'urgence et de réanimation en France

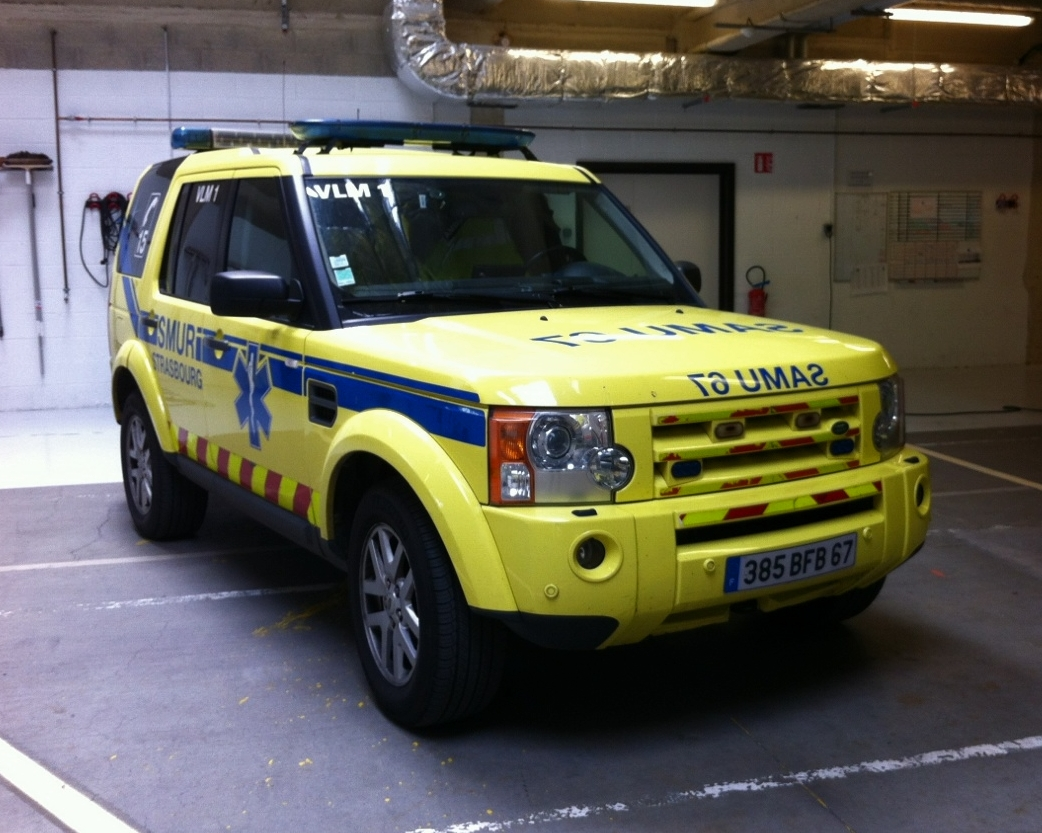
Land Rover VLM 1 du SMUR de Strasbourg.

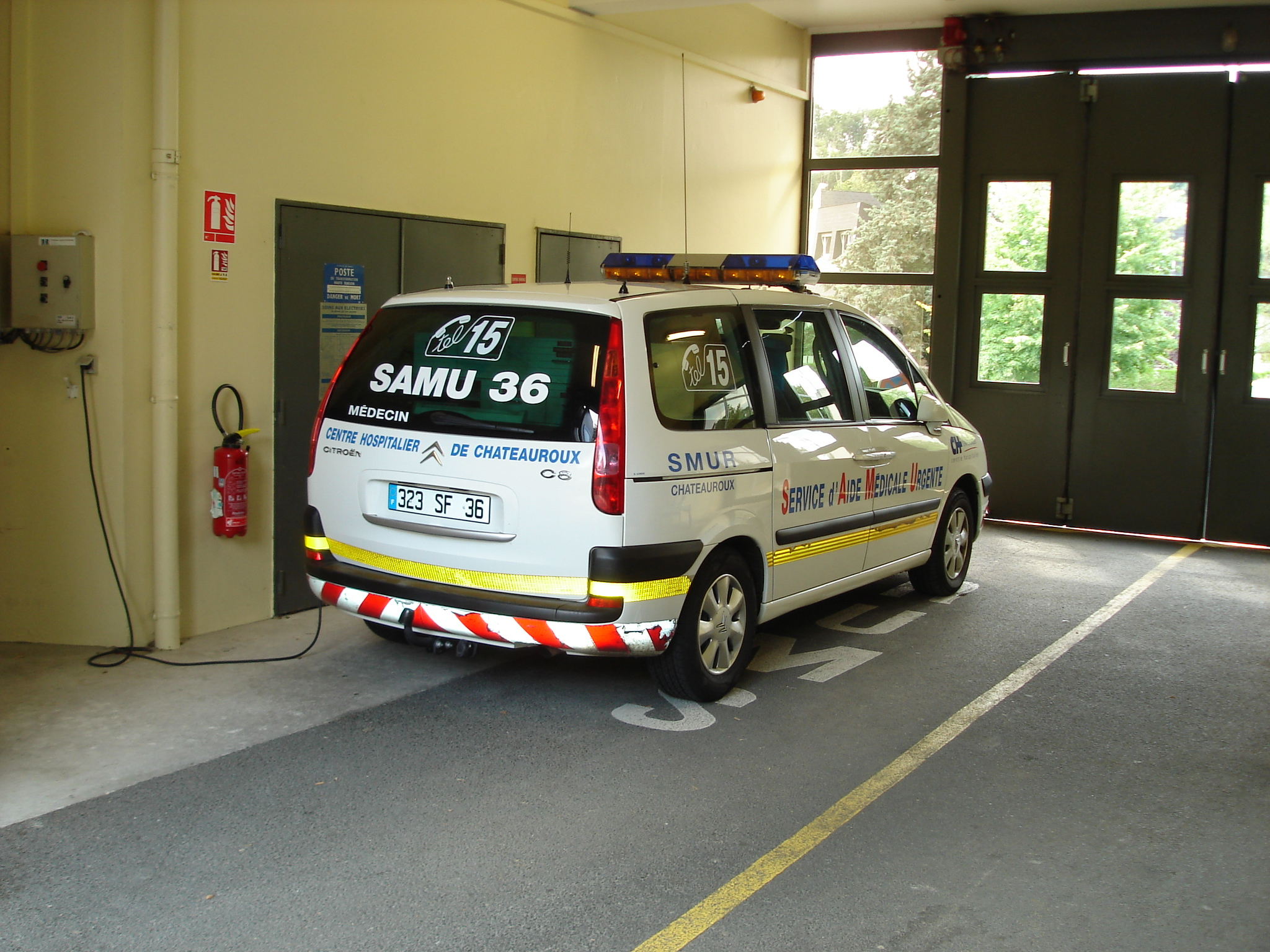
VL du SMUR 36 Le Blanc.

En France, la SMUR (pour structure mobile d'urgence et de réanimation) est un service hospitalier qui possède une ou plusieurs unités mobiles hospitalières (UMH) destinées à délivrer des soins intensifs sur les lieux d'un accident ou d'un malaise ou d'un accouchement extra-hospitaliers, ou bien à effectuer des transports entre hôpitaux (transports secondaires) lorsqu'un patient nécessite des soins ou une surveillance médicale intensifs pendant son trajet. 
La SMUR n'est pas à confondre avec le SAMU.

## Histoire
Le premier service mobile de réanimation en France fut créé à Paris, en 1956 par le professeur Maurice Cara (hôpital Necker), pour le transport inter-hospitalier de patients sous assistance respiratoire lors d'une épidémie de poliomyélite. Il n'a possédé pendant près de 20 ans que d'une seule UMH/UTIM (Unité de thérapie intensive mobile) pour toute la France et exclusivement réservé pour les transports interhospitaliers seulement sur demande d'un médecin ! Ce médecin « transporteur » faisait aussi le rôle actuel de régulateur du Samu, car il discutait avant de partir, souvent très loin de Paris, avec les médecins demandeurs et receveurs sur la pertinence du transfert. Le Samu n'est né que dans les années 1970 et il a utilisé ces premières UMH dans l'intervention préhospitalière primaire, imitant en cela les équipes du sud de la France (Salon-de-Provence, Dijon, Montpellier, Toulouse). En fait si on remonte encore plus loin, 100 ans avant, rappelons que les ambulances des Hôpitaux de Paris se sont dotées d'unités spéciales médicalisées par des « Internes des ambulances des Hôpitaux de Paris ». Ce sont elles comme celles des médecins et infirmiers militaires des guerres qui sont les véritables ancêtres de ces SMUR/UMH.

## Organisation
En France, les structures mobiles d'urgence et de réanimation (SMUR) sont implantées dans les hôpitaux (« SMUR blanc ») et dans certains centres d'incendie et de secours des pompiers (« SMUR rouge »). Ils sont une composante du système intégré des urgences médicales (SIUM), allant depuis l'alerte et la régulation faite par le SAMU, jusqu'aux services d'urgence et de soins critiques spécialisés hospitaliers, les services spécialisés d'accueil et de traitement des urgences (SAU), les permanences de soins des médecins généralistes  et des sociétés privées d'ambulances. Une équipe mobile se compose d'un médecin urgentiste, d'un(e) infirmier(e) ou infirmier anesthésiste (IADE) et d'un ambulancier. Ils se déplacent dans une unité mobile hospitalière (UMH), qui peut être un véhicule terrestre du type ambulance de réanimation (AR), véhicule radio-médicalisé (VRM) ou un hélicoptère, voire un avion où l'on trouve tout le matériel d'une unité de réanimation : médicaments, matériel de ventilation artificielle, d'intubation, de surveillance des paramètres vitaux, etc. Leur rôle est d'apporter au malade ou au blessé les meilleurs soins possibles sur place, de définir en accord avec l'aide permanente du médecin régulateur du SAMU le service le plus adapté pour recevoir le patient et d'assurer son transport dans les meilleures conditions possibles.

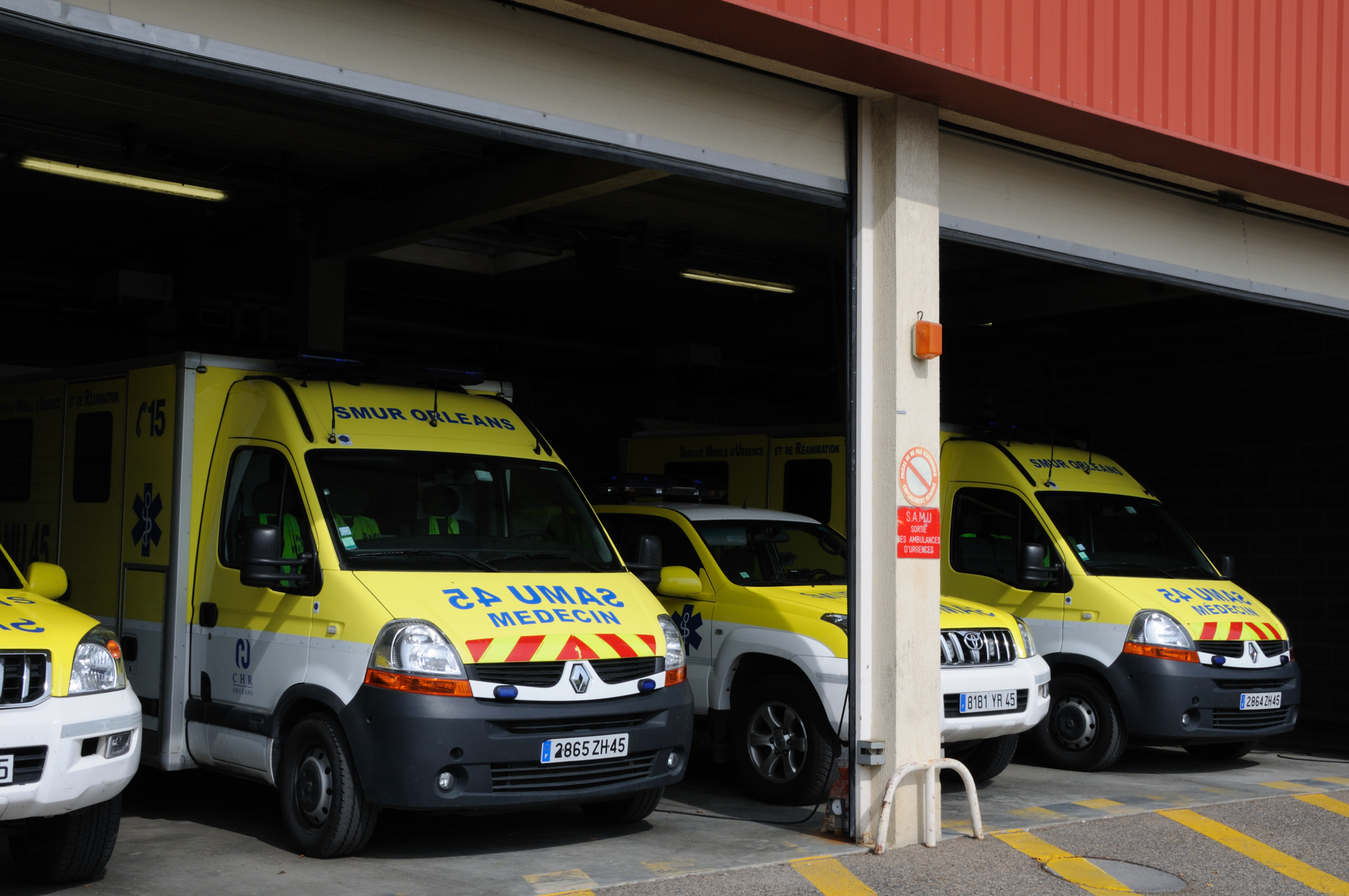
UMH du SMUR d'Orléans.

### Missions
On distingue deux types d'interventions :
- une intervention est dite « primaire » quand elle a un caractère d'urgence. Elle consiste en des soins apportés sur le lieu de l'accident (domicile, voie publique...) par une équipe du SMUR, des pompiers à bord d'un VSAV (véhicule de secours et d’assistance à victime), d'ambulanciers privés en ASSU (ambulance de secours et de soins d'urgence) ou de secouristes associatifs tel que ceux de la Croix Rouge, pour arriver au transport vers un établissement hospitalier. Une intervention primaire peut être « médicalisée » si la gravité de l'accident ou de l'état du malade nécessite le concours d'un médecin urgentiste intervenant à bord d'une AR (ambulance de réanimation) ou d'une VRM (véhicule radio médicalisé), notamment en cas d'une détresse vitale ;
- l'intervention est dite « secondaire » quand il s'agit de transférer un patient entre deux centres hospitaliers, qui dispose le plus souvent de moyens techniques plus adaptés à l'état de santé du patient. Ces interventions secondaires sont le plus souvent effectuées avec un médecin à bord de l'ambulance (SMUR ou privée).

Les SMUR effectuent également des interventions au sein de l'hôpital, en cas de détresse vitale dans un service ou dans une partie commune de l'hôpital, rôle qu'ils partagent avec les équipes des services de réanimation dans certains établissements.

### Composition d'un SMUR
L'équipage est composé réglementaire de 3 personnels au minimum:
- un médecin ;
- un infirmier diplômé d'État ;
- un ambulancier diplômé d'état (ADE).

Jusqu'en 2006, la présence d'un infirmier n'était obligatoire dans l'équipage d'une UMH que lorsque des manœuvres de réanimation étaient envisagées (dans les faits, ils sortaient quasiment systématiquement). Le décret no 2006-577 du 22 mai 2006 relatif aux conditions techniques de fonctionnement applicables aux structures de médecine d’urgence et modifiant le code de la santé publique (dispositions réglementaires, Art. D. 6124-13) impose maintenant la présence systématique d'un infirmier. Ce décret, ainsi que le décret no 2006-576 du 22 mai 2006 relatif à la médecine d’urgence et modifiant le code de la santé publique (dispositions réglementaires, art. R. 6312-28-1) autorise le transport secondaire (inter-hôpitaux) avec un infirmier sans médecin, ce qui n'était réglementairement pas possible auparavant, mais se pratiquait tout de même. Pour des raisons budgétaires et de démographie médicale, les SMUR sont désormais de plus en plus phagocytés progressivement par les services d'urgences hospitaliers avec qui ils partagent les personnels, dans le cadre de mutualisations ou « pôles ». Les pompiers se sont eux engagés dans une mise en place de la para-médicalisation de l'aide médicale d'urgence.
Véhicules :
- ambulance de réanimation,

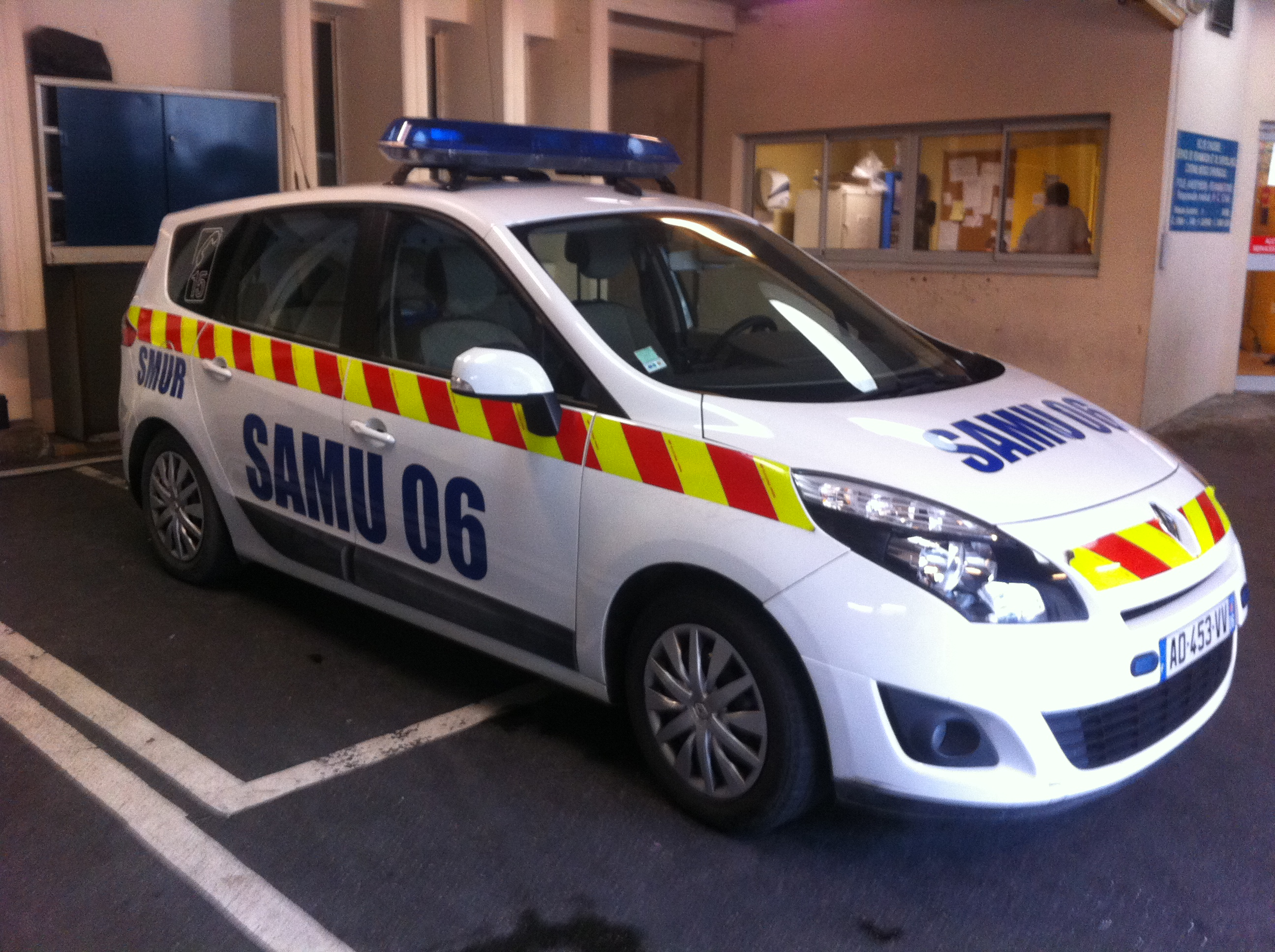
Véhicule radio-médicalisé du SMUR de Nice.

- VRM (véhicule radio-médicalisé) ou VLM (véhicule de liaison médicalisé, ou véhicule léger médicalisé). Ces véhicules sont souvent des breaks, des monospaces ou des tout-terrains, équipés de matériel médical,
- hélicoptère ou avion Evasan  (équipé en matériel médical),
- bateau dans certaines régions.

### Discontinuité de service
En 2021, plusieurs SMUR ont connu une discontinuité de service et ont dû fermer plusieurs heures, parfois plusieurs semaines.

## Confusion avec le SAMU
Les véhicules et vêtements des personnels portent souvent la marque du SAMU qui les régule, il y a donc fréquemment confusion avec la SMUR, même si son nom est également inscrit. Les SAMU sont des centres fixes de régulation alors que les SMUR sont des services hospitaliers et les UMH des unités mobiles de ces derniers. Il y a habituellement un SAMU par département (sauf dans les départements 64, 76 et 42 qui en ont deux) et des SMUR dans plusieurs hôpitaux et centres de secours des pompiers de la région. Les pompiers militaires, la brigade des sapeurs pompiers de Paris (BSPP) et le bataillon de marins pompiers de Marseille (BMPM), possèdent aussi des ambulances de réanimation (AR) qui sont régulées par les SAMU compétents où leurs médecins urgentistes participent à la régulation des appels (SAMU 75 et SAMU 13) ; on dénombre environ 350 SMUR en France.

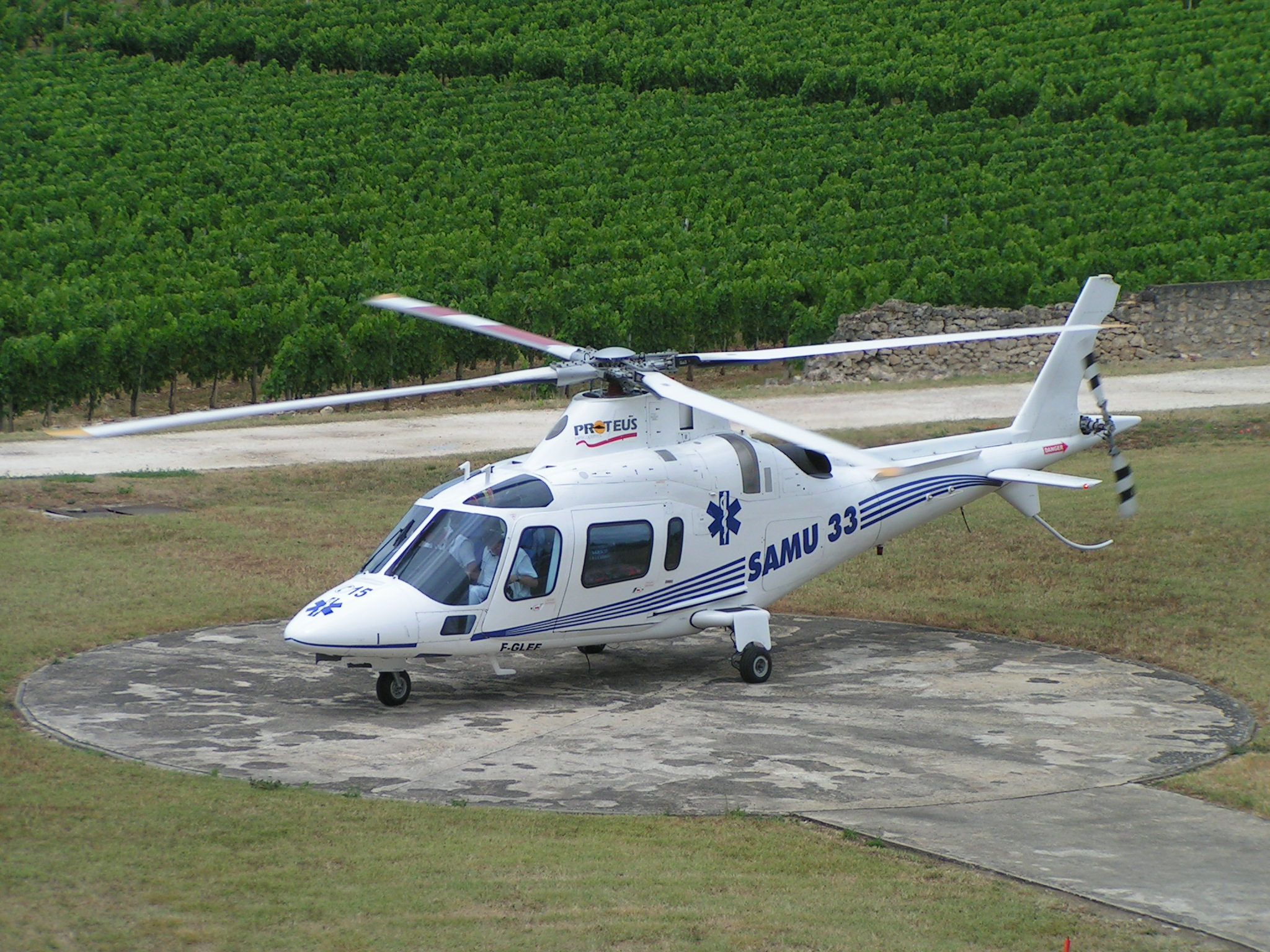
Hélicoptère du SAMU 33.